# Тайбад
Тайбад (Тейебад, перс. تايباد‎) — город в Иране. Административный центр шахрестана Тайбад в провинции Хорасан-Резави. Расположен у афгано-иранской границы. У города находится основной пункт пропуска через государственную границу «Докарун». Ему соответствует афганский КПП «Ислам-Кала». Это — важнейший пункт в товарообмене между этими двумя странами. Через этот пункт проходит треть импорта Афганистана и половина экспорта иранской провинции Хорасан-Резави.
27 января 2005 года президент Афганистана Хамид Карзай и президент Ирана Мохаммад Хатами открыли шоссе Докарун — Герат протяжённостью 122 км. Стоимость проекта составила 68 млн долларов США. Финансирование проекта полностью осуществлял Иран, а генеральным подрядчиком выступал оперативный строительный штаб «Хатемольанбия» Корпуса стражей исламской революции (КСИР). Строительство дороги велось в рамках меморандума о соглашении по вопросам трёхстороннего сотрудничества между Ираном, Афганистаном и Узбекистаном в области транспорта, подписанного 21 ноября 2004 года. В январе 2003 года в ходе визита в Тегеран афганского министра торговли Мустафы Каземи были подписаны двусторонние соглашения о торговле и транзите.